# Mana (musicien)
 (janvier 2024).
Pour les articles homonymes, voir Mana.
Mana est un musicien, styliste, compositeur et producteur japonais, qui s'illustre dans le visual kei. Né le 19 mars à Shōbara, son vrai nom est inconnu.
Il est célèbre pour avoir été guitariste et coleader de Malice Mizer, et est désormais leader de son projet solo Moi dix Mois.
Ayant popularisé le Gothic Lolita en ouvrant, en 1999, sa propre ligne de vêtement pour Elegant Gothic Lolita (EGL) et Elegant Gothic Aristocrat (EGA), il est devenu l'emblème de cette mode.

## Biographie
Mana est issu d'une famille très sensible à l'art musical, ses parents ayant été professeurs de musique classique. Il développera ainsi une réelle attirance pour cette musique, son modèle étant Bach. Et cette influence est extrêmement perceptible dans toutes ses compositions. Il a donc très tôt appris à jouer du piano, mais préférait la peinture et la sculpture.
Dès le collège, il a découvert un autre style musical, qui coïncide avec sa passion pour la musique classique : le metal. Mötley Crüe et Slayer étant les groupes qu'il aime le plus. Et c'est à cette époque qu'il a commencé à se maquiller, et à jouer dans des groupes punks, sous le pseudonyme de Sérina.
En 1992, il a rencontré Közi. Entre eux deux est né le désir de vouloir créer de la musique différente et introspective. Ainsi, avec son concept "tragique et démoniaque", Malice Mizer peint les sentiments des hommes. On y retrouve des sonorités tout à faire singulières, mêlant souvent plusieurs styles musicaux. Allant du rock à la musette, en passant par la musique classique ou la dark wave, Malice Mizer séduit un public de plus en plus nombreux.
Du temps de Malice Mizer -et encore actuellement-, Mana apparaît comme un personnage froid et impassible, ne souriant et ne parlant presque jamais. Lors des interviews, il murmure à l'oreille de ses chanteurs, qui répètent à haute voix ses paroles. Et, dans une interview plutôt humoristique, il affirmait être français et savoir parler cette langue. Car Mana aime beaucoup la France. Cette passion est née lorsqu'il a entendu L'Horloge de Mylène Farmer, une artiste qu'il admire beaucoup. C'est donc pour cela qu'il utilise beaucoup de français dans toutes ses créations[réf. nécessaire].
Dans Malice Mizer, Mana tient un rôle féminin et dit aimer la diversité des modes féminines. Et il décide de tout son esthétique : il se maquille et se coiffe lui-même. C'est ainsi que, peu à peu, son apparence et ses vêtements adoptèrent un style bien particulier et inconnu à l'époque : le Gothic Lolita. Mana crée donc en 1999 sa propre ligne de vêtements : Moi-même-Moitié.
La même année, le batteur de Malice Mizer, Kami, décède. Mana en fut profondément affecté.
Le 19 mars 2002, quelques mois après l'annonce de "la pause pour une durée indéterminée" de Malice Mizer, Mana entreprend un nouveau projet, solo cette fois-ci, Moi dix Mois. Il  apparaît plus sombre et moins efféminé ; ses compositions deviennent plus violentes et plus tristes[réf. nécessaire].

## Carrières

### En tant que producteur
Lors de la période Klaha de Malice Mizer, Mana crée son propre label Midi:Nette. Malice Mizer et Moi dix Mois sont tous deux des groupes qui y appartiennent.
En 2001, il décide de produire Schwarz Stein, un groupe aux sonorités dark wave et électro-industriel.
En mai 2008, Mana est invité par Sony à assister à des auditions. Il découvre une jeune artiste de J-pop : Kanon Wakeshima. Elle signe chez Sony, mais est produite par Mana. Pendant un an, il composa toutes ses chansons, dont la première fut Still Doll.

### En tant que styliste
La ligne de vêtement de Mana, Moi-Même-Moitié, a ouvert le 14 octobre 1999. Mana crée et dirige la conception de tous les vêtements, principalement pour Elegant Gothic Lolita (EGL) et Elegant Gothic Aristocrat (EGA), des sous-genres du Gothic Lolita. Ces vêtements, qui associent le côté mignon au côté sombre, se caractérisent par l'utilisation de tissus nobles, pourvus de beaucoup de détails et de finitions. On y retrouve des broderies et des dentelles, mais c'est le corset qui est le plus utilisé. Les couleurs sont à l'effigie de celles que Mana apprécient : le blanc, le noir et le bleu.